# Чужденецът (филм)
 За романа от Албер Камю вижте Чужденецът.  
„Чужденецът“ е български игрален филм от 2012 г. с режисура и сценарий на Николай Илиев. Оператор е Григор Кумитски.

## Премиера
Премиерата на филма е на 16 март 2012 г.

## Награди
- Награда на публиката на фестивала „Златна роза“ (Варна, 2012).[1]
- Награда Best Global Narrative на втория Международен филмов фестивал в Манхатън (Ню Йорк, 2012).[2][3]